# ロシアの企業一覧
ロシアの企業の一覧

## 石油・ガス
- ガスプロム
- ルクオイル
- ノヴァテク
- ロスネフチ
- シブネフチ
- ガスプロム・ネフチ
- スルグトネフチェガス
- タトネフチ
- スラヴネフチ・メギオンネフチェガス
- ロシア技術革新燃料エネルギー社
- スルグトネフチェガスP
- トランスネフチP
- バシネフチ
- バシネフチP

## 電力
- 統一エネルギーシステム
- イルクーツクエネルゴ
- モスクワ電力ネットワーク
- モスエネルゴ
- 統一モスクワ電力網
- 第1地域電力、第2卸売電力、第3卸売電力、第4卸売電力、第5卸売電力
- ロシア統一電力システムP
- クラスノヤルスク水力発電所
- レンエネルゴ
- モスエネルゴ販売
- 第1卸売電力、第6卸売電力
- スヴェルドロフエネルゴ
- 第2地域電力、第4地域電力、第5地域電力、第6地域電力、第8地域電力、第9地域電力
- ジグレフスク水力発電所
- ヴォルガ水力発電所
- ルスギドロ（ルスハイドロ）

## 金属・鉱業
- セヴェルスターリ
- ノヴォリペツク製鉄
- マグニトゴルスク製鉄
- ポリュス・ゴールド
- TMK （鋼管製造会社TMK英語版）
- ルサール
- VSMPOアヴィスマ
- ポリメタル
- ラスパドスカヤ石炭
- チェリャビンスク鋼管
- チェリャビンスク亜鉛
- メチェル
- ニジニ・タギル製鉄
- ウラル鋼管
- シナルスキー鋼管

## 化学
- アクロン
- ヴェロファルム
- スラヴネフチ・ヤロスラヴネフチ有機化学
- カザンオルグシンテズ
- ニジネカムスク石油化学
- ニジネカムスクタイヤ
- サラヴァトネフチ
- ウファ石油化学
- ウラルカリー化学

## 機械
- イルクート
- OMZ (Uralmash-Izhora Group)
- カザン・ヘリコプター
- キーロフスキー製作所
- パワー・マシーン
- ウファ・エンジン UMPO
- イジェフスク機械製作工場
- イジェフスク機械工場

## 自動車
- AvtoVAZ
- Sollers
  - UAZ
- KAMAZ
- GAZ
  - UralAZ
- ZIL
- IMZ

## 鉄道
- トランスマシュホールディング （Transmashholding）
  - ノヴォチェルカースク電気機関車会社 （Novocherkasskiy Electrovozostroitelniy Plant）など

## 航空機
- スホーイ・カンパニー
- ツポレフ
- MiG

## 船舶
- 統一造船会社 （United Shipbuilding Corporation）
  - 北方造船・補修センター（セヴェロドヴィンスク）、西部造船センター（サンクトペテルブルク）、極東造船・補修センター（ウラジオストク）

## 通信・IT
- ロステレコム
- モスクワ・シティ・テレフォン
- 北西テレコム
- ウラル通信情報
- シビリテレコム
- 中央テレコム
- 極東電気通信会社
- 南テレコム
- モスクワ・シティ・テレフォンP
- ヴォルガテレコム
- 北西テレコムP
- コムスター・ユナイテッド・テレシステムズ
- カスペルスキーラボ

携帯電話関係
- モバイル・テレシステムズ （MTS、システマ・グループに所属）
- ヴィンペルコム （en:VimpelCom、Beelineを提供）
- メガフォン (ロシア企業) （MegaFon、アルファ・グループに所属）

インターネット関係
- ヤンデクス（Yandex）
- Rambler
- VK (SNS)
- Mail.ru (Odnoklassnikiを含む)

## 金融
- ズベルバンク
  - 極東銀行（英語版、ロシア語版）
- VTB（外貿銀行）
- モスクワ銀行（英語版、ロシア語版）
- ロスバンク
- ロシア銀行
- Vozrozhdenie銀行（復興銀行）
- アルファ・グループ
- ロスゴスストラフ
- インゴスストラフ

## サービス
- インテルファクス
- イタルタス通信
- インツーリスト
- RBCインフォメーション・システムズ
- モスフィルム
- メロディア

## 不動産
- システマ・ハルス
- オープン・インベストメンツ

## 消費
- セジモイ・コンチネント
- ラズグリャイ・グループ

## 小売
- マグニト
- グム百貨店
- 薬局チェーン36.6

## 化粧品
- カリーナ・コンツェルン

## 食品
- バルチカ・ビール
- ウィム・ビル・ダン食品
- ラズグリャイ・グループ
- Red October
- レベディンスキー（ロシア語版） - ロシアの食品会社。飲料企業の一つとして知られている
- バルチカ・ビールP
- トゥロマ（ロシア語版） - ロシア国内における農業企業の一社で、ムルマンスク州に本社を置く。元は集団農場（コルホーズ）であった

## 運輸
- アエロフロート・ロシア航空
- ロシア鉄道
- サハリン船舶会社

## 開発・建設
- プルコヴォ（ロシア語版）